# The Sun Will Rise Again (BONNIE PINKの曲)
「The Sun Will Rise Again」（ザ・サン・ウィル・ライズ・アゲイン）は、BONNIE PINKのデジタル・シングル。2011年3月29日発売。発売元はワーナーミュージック・ジャパン。

## 解説
この曲は2011年3月11日に発生した東北地方太平洋沖地震の被災者に向けて書き上げた応援ソングである。
ジャケット写真は、写真家・Ariko Inaokaがインドで撮影したもの。
3月25日より自身のホームページ上特設サイト及びYouTubeを通じて同曲の無料配信を開始。
レコチョクから着うたフル配信を3月29日から、iTunes Storeは3月30日から配信開始。売上の収益を日本赤十字社に寄付する。

## 収録曲
1. The Sun Will Rise Again
  - 作詞・作曲：BONNIE PINK